# Russische und sowjetische Kriegsgräberstätten im Kreis Stormarn
Im Kreis Stormarn gibt es in 9 Orten russische und sowjetische Kriegsgräberstätten aus beiden Weltkriegen. Diese Gräber liegen sehr oft am äußersten Rand eines Friedhofs und sind schwer zu finden. Das Gräbergesetz in Deutschland garantiert die Unverletzlichkeit dieser Gräber. Deshalb sind sie manchmal auch als Einzelgrabanlage auf ansonsten abgeräumten Gräberfeldern zu finden. Die Kosten für die Grabpflege übernimmt die Bundesrepublik.

## Liste
| Bild | Ort          | Lage   | Adresse                                                                    | Weblink Anm. 1 |
| ---- | ------------ | ------ | -------------------------------------------------------------------------- | --- |
|      | Bad Oldesloe | (Lage) | Hamburger Straße, Neuer Friedhof (Kriegsgräberstätte 1. Weltkrieg)         | Grabstätte für vier russische Kriegsgefangene des Ersten Weltkriegs.                                                                                      |
|      | Bad Oldesloe | (Lage) | Hamburger Straße, Neuer Friedhof (Kriegsgräberstätte 2. Weltkrieg)         | Grabstätte für 23 sowjetische Opfer des Zweiten Weltkriegs.                                                                                               |
|      | Bad Oldesloe | (Lage) | Bahnhofstraße, Alter Friedhof (Kriegsgräberstätte 1. Weltkrieg)            | Grabstätte für drei russische Kriegsgefangene des Ersten Weltkriegs.                                                                                      |
|      | Bad Oldesloe | (Lage) | Bahnhofstraße, Alter Friedhof (Kriegsgräberstätte 2. Weltkrieg)            | Grabstätte für 24 sowjetische Opfer des Zweiten Weltkriegs.                                                                                               |
|      | Bad Oldesloe | (Lage) | Poggenseer Weg, Katholischer Friedhof (Kriegsgräberstätte 2. Weltkrieg)    | Grabstätte für eine unbekannte Anzahl sowjetischer Opfer des Zweiten Weltkriegs.                                                                          |
|      | Bargteheide  | (Lage) | Alte Landstraße, Evangelischer Friedhof (Kriegsgräberstätte 1. Weltkrieg)  | Grab eines russischen Kriegsgefangenen des Ersten Weltkriegs.                                                                                             |
|      | Eichede      | (Lage) | Matthias-Claudius-Straße, Neuer Friedhof (Kriegsgräberstätte 2. Weltkrieg) | Grabstätte für den sowjetischen Bürger Iwan Batmnaow, gestorben am 1. Mai 1945.                                                                           |
|      | Reinbek      | (Lage) | Klosterbergenstraße, Friedhof Reinbek (Kriegsgräberstätte 2. Weltkrieg)    | Grabstätte für 50 sowjetische, polnische und belgische Kriegsgefangene, Zwangsarbeiter und Kinder. Von diesen sind mindestens neun sowjetischer Herkunft. |
|      | Reinfeld     | (Lage) | Kalkgraben, Friedhof Reinfeld (Kriegsgräberstätte 1. Weltkrieg)            | Grabstätte für sechs russische Kriegsgefangene des Ersten Weltkriegs.                                                                                     |